# مهرداد شهشهانی
 مهرداد میرشمس شهشهانی  متولد اسفند ۱۳۲۳ هجری شمسی، دارای دکترای ریاضی از دانشگاه کالیفرنیا در برکلی به سال ۱۹۷۰ میلادی است، جایی که وی تحصیلات دوره کارشناسی را نیز همانجا سپری کرده است. استاد راهنمای دوره‌ی دکتری او ایچیرو ساتاکی بوده است. مهرداد شهشهانی استاد دانشکده علوم ریاضی دانشگاه صنعتی شریف و پژوهشگاه دانش‌های بنیادی است و مدیریت گروه بینایی دپارتمان ریاضی این پژوهشگاه را برعهده دارند. از بین همکاریهای متعدد علمی مهرداد شهشهانی می‌توان به همکاری مؤثر او با احتمال‌دان معروف، پِرسی دیاکونیس، اشاره کرد. علاوه بر زمینه‌های کاربردی همچون احتمال، فرایندهای تصادفی، پردازش تصویر و معادلات دیفرانسیل، او در زمینه‌های گوناگونی از ریاضیات شامل گرایشهای مختلف آنالیز، نظریه اعداد، جبر و هندسه تبحر بالایی دارد. از دانش‌آموخته‌های دکتری او جعفر شفاف، کسری علیشاهی و مهدی حسنی را می‌توان نام برد.